# Халилов, Владислав Рустемович
Халилов Владислав Рустемович (30 октября 1942, аул Чим-Курган, Кара-Кумский р-н. Южно-Казахстанская обл. — 20 декабря 2020) — российский физик-теоретик.

## Биография
Родился в Казахстане в семье крымского татарина, воевавшего в Советской Армии в годы войны, и русской.
Окончил физический факультет МГУ (1966). Квалификация: физик.
Кандидат физико-математических наук (1969), доктор физико-математических наук (1978). Профессор кафедры теоретической физики физического факультета (1982).
Был награждён медалями «Ветеран труда» (1989) и «В память 850-летия Москвы» (1997); удостоен премии и медали «Лучшая научная работа» Госкомитета СССР по народному образованию (1990).
В Московском университете читал общий курс «Теоретическая механика и основы механики сплошной среды» и вёл семинары по этому курсу; читал общий курс «Квантовая механика», спецкурсы «Теория лазеров на свободных электронах», «Физические процессы в поле черной дыры», «Проблема стабильности вакуума в сильном внешнем поле», «Теория квантовых макроскопических явлений в сильных внешних полях», «Квантовая электродинамика сильного внешнего поля», вел семинары по курсу «Квантовая механика».
Область научных интересов: квантовая электродинамика в интенсивном внешнем поле, квантовые калибровочные теории со спонтанно нарушенной симметрией, квантовые макроскопические явления в сильных внешних полях, физика высоких энергий, астрофизика.
Основные научные результаты получены в области теории: индуцированных процессов; лазеров на свободных электронах; аномального магнитного момента электрона; излучения (рассеяния) фотонов электроном (на электронах) в сильных нестационарных электромагнитных полях; излучения частиц в сильных гравитационных полях (черных дыр)(в 1974—1976 совместно с Г. А. Чижовым, И. М. Терновым, И. И. Маглеванным); нелинейных квантовых процессов в сильных нестационарных электромагнитных полях; поляризации вакуума квантовой электрослабой модели в сильном внешнем магнитном поле при ненулевом химическом потенциале и конечной температуре (в 1983—1988 гг. вместе с учениками И. А. Обуховым, В. К. Перес-Фернадес а также д.ф.-м.н В. Н. Родионовым); спонтанного рождения квантовых частиц сильным электромагнитным или гравитационным полем в пространствах различных размерностей; квантовых макроскопических эффектов в вырожденном замагниченном нуклон-электронном газе в химическом равновесии в ядре нейтронной звезды с «вмороженным» магнитным полем; эффекта Ааронова — Бома. В частности, теоретически обоснованы: эффект индуцированного излучения при рассеянии слабой волны на электронах в поле сильной лазерной волны; нелинейные резонансные индуцированые квантовые эффекты расщепления и слияния лазерных фотонов, обусловленные поляризацией вакуума лазерной волной в статическом неоднородном электромагнитном поле; эффект позитронного распада свободного (то есть не входящего в состав атомного ядра) протона в ультрасильном магнитном поле на нейтрон, позитрон и нейтрино; релятивистский эффект Ааронова — Бома для связанных состояний электрона.
Тема кандидатской диссертации: «Некоторые вопросы излучения частиц, движущихся во внешних электромагнитных полях». Тема докторской диссертации: «Метод точных решений уравнений движения частиц в теории электромагнитных и гравитационных процессов в сильных внешних полях».
Подготовил 17 кандидатов и 2 докторов наук.
Опубликовал более 160 научных статей, 4 монографии, 3 учебных пособия.
Жена — Чибирова Фатима Христофоровна, учёный. Дочь — Ирина Кова, писательница.
Похоронен на Востряковском кладбище г. Москвы.
О Халилова, как об учителе имеется статья

## Ученики
- Владимир Перес-Фернандез
- Илья Андреевич Обухов
- Игорь Николаевич Маслов

## Труды
- ADS (имеется однофамилец, Валерий)
- BIBLUS
- Российская государственная библиотека
- Библиотека Конгресса США
- И. М. Теpнов, В. Р. Халилов, В. Н. Родионов. Взаимодействие заpяженных частиц с сильным электpомагнитным полем. — М.: Изд-во Моск. ун-та, 1982. — 304 с.
- I. M. Ternov, V. V. Mikhailin, V. R. Khalilov. Synchrotron Radiation and Its Applications. — Amsterdam: Harwood Academic Pub., 1985. — 378 p.
- V. R. Khalilov. Electrons in Strong Electromagnetic Fields: an Advanced Classical and Quantum Treatment. — Amsterdam: Gordon and Breach Sci. Pub., 1996. — 320 p.